# Kupeornis chapini
El charlatán de Chapin (Kupeornis chapini) es una especie de ave paseriforme de la familia Leiothrichidae. Es endémico de la República Democrática del Congo. Su hábitat natural es el bosque húmedo. Está amenazado por la pérdida de su hábitat. Su nombre conmemora al ornitólogo americano James Chapin.